# Le Tango tragique
Pour plus de détails, voir Fiche technique et Distribution.
Le Tango tragique (Argentine Love) est un film américain réalisé par Allan Dwan et sorti en 1924.

## Fiche technique
- Titre original : Argentine Love
- Réalisation : Allan Dwan
- Scénario : Gerald C. Duffy, John Russell d'après une histoire de Vicente Blasco Ibáñez[1]
- Production : Famous Players-Lasky Corp.[2]
- Producteur : Allan Dwan
- Distribution : Paramount Pictures
- Photographie : J. Roy Hunt
- Durée : 60 minutes
- Date de sortie : 
  - France : 29 décembre 1924

## Distribution

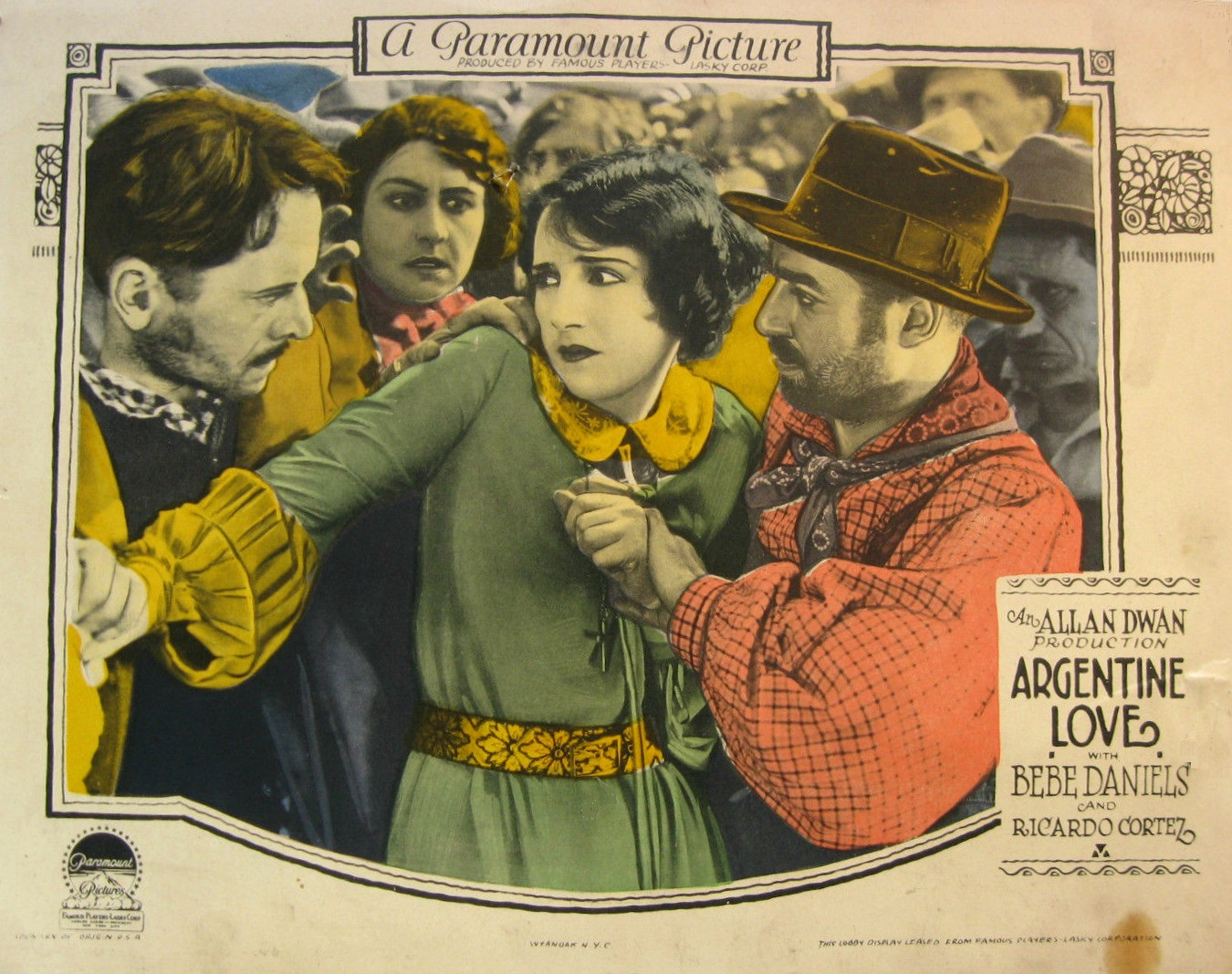
Carte promotionnelle du film

- Bebe Daniels : Consuelo Garcia
- Ricardo Cortez : Juan Martin
- James Rennie : Philip Sears
- Mario Majeroni : Senateur Cornejo
- Russ Whytal : Emanuel Garcia
- Alice Chapin : Madame Garcia
- Julia Hurley : La Mosca
- Mark Gonzales : Rafael Cornejo
- Aurelio Coccia : Pedro